# Afinador

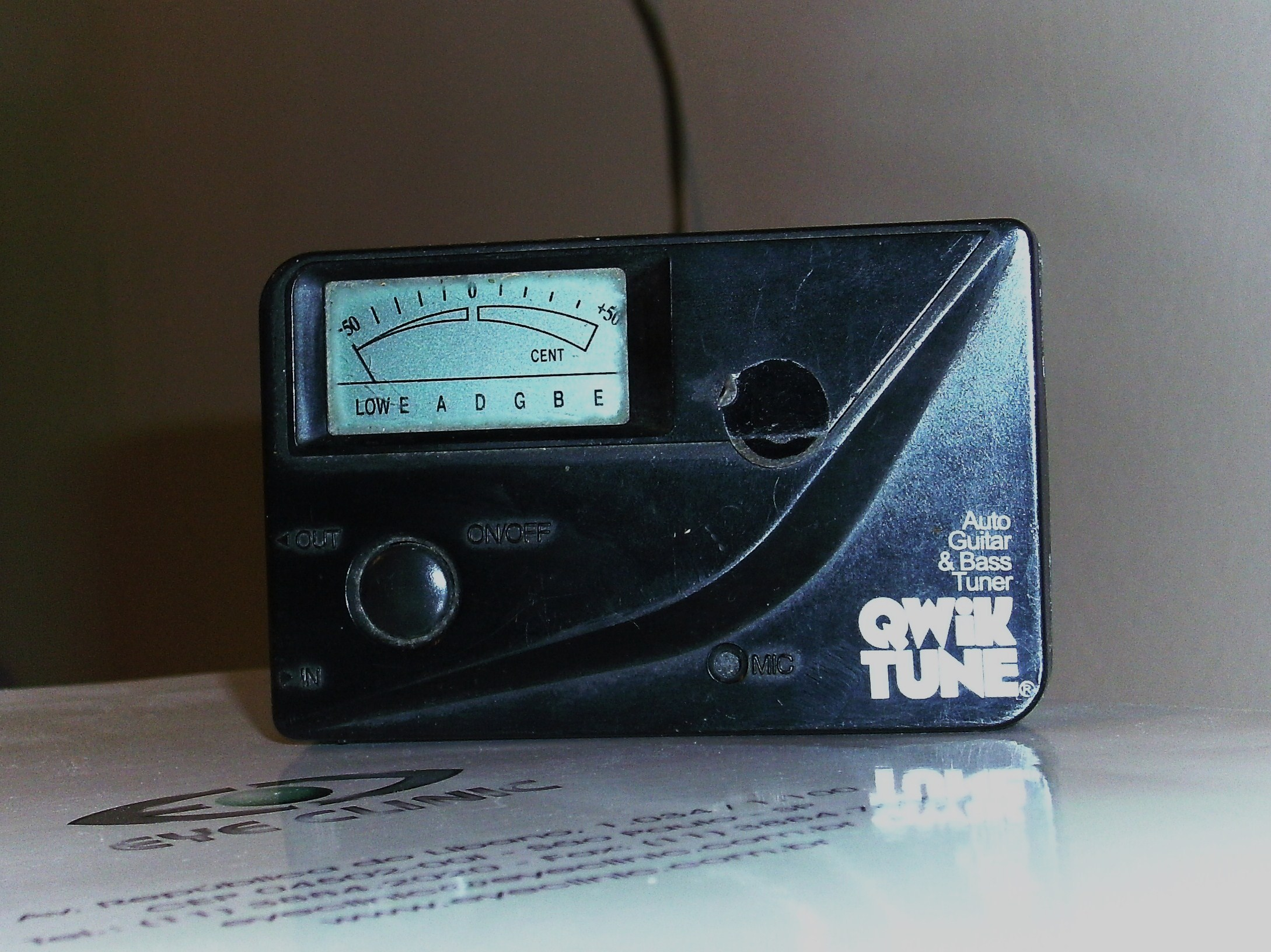
Afinador electrònic.

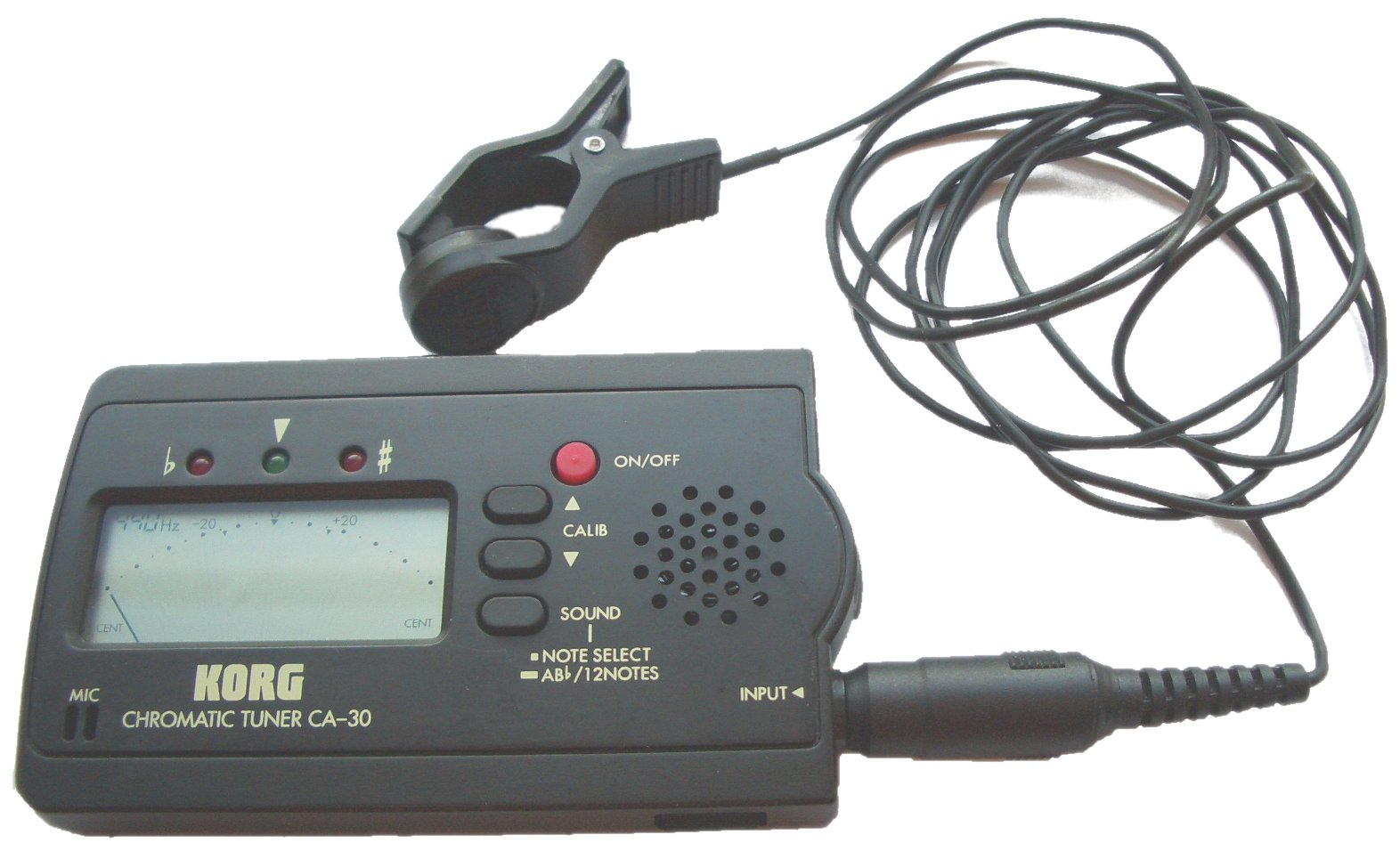
Ídem amb micròfon per captar millor el so.

En música, un afinador  és un aparell electrònic que indica mitjançant un senyal visual (galvanòmetre, LCD o díodes lluminosos) la diferència en cents entre el so interpretat i la referència absoluta La 440. Alguns models poden a més a més generar les freqüències desitjades, per servir de referència a l'afinar.
El violinista, que dona el  la  3   perquè afini l'orquestra, utilitza prèviament un afinador per ajustar el seu instrument.
Un afinador com el que apareix a la fotografia de la dreta, permet afinar una guitarra o un baix.

## Usos

### Música clàssica
En la música clàssica, hi ha una llarga tradició per afinar "d'oïda", ajustant el to dels instruments cap a un to de referència. En una orquestra, l'intèrpret d'oboè toca un "La" de 440 Hz, i les diferents seccions d'instruments sintonitzen aquesta nota. A la música de cambra, qualsevol dels músics de fusta toca un "La", o generalment el primer violinista toca un "La". Si una orquestra acompanya un concert de piano, el primer oboista pren el "La" del piano i després toca aquesta nota per a la resta de l'orquestra.
Malgrat aquesta tradició d'afinar d'oïda, els sintonitzadors o afinadors electrònics continuen sent àmpliament utilitzats en la música clàssica. A les orquestres, l'oboista utilitza sovint un sintonitzador electrònic de gamma alta per garantir que el seu "La" sigui correcte. A més, altres instruments de metall o fusta poden utilitzar sintonitzadors electrònics per assegurar-se que els seus instruments estiguin correctament ajustats. Els intèrprets clàssics també utilitzen sintonitzadors fora de to per a propòsits pràctics o per comprovar la seva sintonia (o, amb l'ajuda addicional d'un parlant, per practicar l'entrenament de l'orella). Els sintonitzadors electrònics també s'utilitzen en orquestres d'òpera per als efectes de la trompeta en offstage. Com que els trompetistes sovint no poden escoltar l'orquestra, no saben si les seves notes estan en sintonia amb la resta del conjunt; per resoldre aquest problema, algunsd'ells utilitzen un afinador de gamma alta i sensible perquè puguin controlar el to de les seves notes.
Sintonitzadors de piano, fabricants d'arpes i constructors i restauradors d'instruments primerencs (per exemple els clavicèmbals), utilitzen sintonitzadors d'alta gamma per ajudar-los amb l'afinació i creació d'instruments. Fins i tot els sintonitzadors de piano que treballen majoritàriament "d'oïda" poden utilitzar un sintonitzador electrònic per sintonitzar només una primera tecla al piano, després de la qual cosa procedeixen per octaves, aproximadament cinquenes i aproximades quartes per sintonitzar les altres tecles. Els dispositius d'afinació electrònics per a instruments de teclat són, per diversos motius, generalment molt més complexos i, per tant, més cars que en altres instruments.

### Música popular i folk
En la música popular, bandes amateurs i professionals d'estils tan variats com country i heavy metal utilitzen sintonitzadors electrònics per garantir que les guitarres i el baix elèctric estiguin correctament ainfats. En els gèneres de música popular com la música rock, hi ha un gran volum d'escenografia a causa de l'ús de bateria i amplificadors de guitarra, de manera que pot ser difícil afinar "d'oïda". Els sintonitzadors electrònics són ajudes útils a les jam sessions, on un gran nombre de músics comparteixen l'escenari, ja que els ajuda a afiar els seus instruments al mateix to, fins i tot si han arribat a la meitat de la sessió. Els sintonitzadors són útils amb els instruments acústics, ja que són més afectats pels canvis de temperatura i humitat. Una guitarra acústica o contrabaix, perfectament sintonitzable al backstage, pot canviar de tonalitat sota la calor dels llums de l'escenari i de la humitat de milers de membres en l'audiència.
Els sintonitzadors també són utilitzats per tècnics de guitarra que són contractats per grups de rock i pop per garantir que tots els instruments de la banda estiguin preparats per tocar en tot moment. Els tècnics de guitarra sintonitzen tots els instruments (guitarres elèctriques, baixos elèctrics, guitarres acústiques, mandolines, etc.) abans de l'actuació, després de la seva reproducció, i abans que s'utilitzin a l'escenari. Mentre que els músics aficionats normalment utilitzen un sintonitzador de quars relativament econòmic, els tècnics de la guitarra normalment utilitzen sintonitzadors costosos i de gamma alta com els sintonitzadors estroboscòpics. La majoria dels sintonitzadors estroboscópics, contràriament, també utilitzen oscil·ladors de cristall de quars com referències temporals, encara que les respostes es processen de manera diferent per les diferents unitats.

### Afinació de campanes
Els sintonitzadors s'utilitzen també en l'ajust de campanes, que requereixen una sintonització precisa de molts parcials. L'eliminació de metall de diverses parts de la forma de la campana és realitza mitjançant un torn d'ajust, i una vegada que s'ha eliminat massa metall, no es pot invertir. Per tant, l'enfocament precís de l'afinament desitjat parcial és essencial per prevenir la sobrecàrrega.